# VSF-OFCDM
VSF-OFCDM (skrót od ang. Variable Spreading Factor Orthogonal Frequency and Code Division Multiplexing) - usługi 4G, pozwalające na przesyłanie danych nawet z prędkością 2,5 Gb/s a w praktyce 100 MB/s.